# Desa Gandasari (administrativ by i Indonesien, lat -6,76, long 108,20)
Desa Gandasari är en administrativ by i Indonesien.   Den ligger i provinsen Jawa Barat, i den västra delen av landet, 160 km öster om huvudstaden Jakarta.